# Мусин (посёлок)
Мусин — посёлок в Кизильском районе Челябинской области России. Входит в Новоершовское сельское поселение.

## География
Расположен на юго-западе области, у впадении реки Верхней Гусихи в реку Урал, в 340 км на юго-запад от областного центра города Челябинска и в 35 км от районного центра села Кизильского.
Три улицы: Первомайская, Уральная, Центральная.

## Население
| 2002 | 2010 |
| ---- | ---- |
| 200  | ↘158 |

Казахи (57 %), башкиры (28 %), татары (4 %),